# Quax (Pelikan)
Quax (auch Quaks, † 16. Februar 2012 in Mannheim) war ein frei lebendes Rosapelikan-Weibchen, das seit September 2008 Mitteleuropa bereiste. Benannt wurde sie von bayerischen Ornithologen nach der Hauptfigur des Films Quax, der Bruchpilot mit Heinz Rühmann.
Viel Zeit verbrachte sie im Rhein-Neckar-Raum und der angrenzenden Pfalz, wo sie den Mannheimer Luisenpark sowie den Vogelpark in Bobenheim-Roxheim als Stützpunkte wählte. Durch ein deutlich sichtbares Geschwür am rechten Fuß konnte sie leicht identifiziert werden. Am 16. Februar wurde sie schwer verletzt mit inneren Blutungen und einem Leberriss in der Nähe des pfälzischen Bobenheim-Roxheim aufgefunden und in den Luisenpark Mannheim gebracht, wo sie trotz tierärztlicher Versorgung verstarb.
Ornithologen betrachteten Quax mit großem Interesse, da sie Weißstörche auf ihrem Vogelzug begleitete und auch mit ihnen in Spanien überwinterte. Der Grund für dieses außergewöhnliche Verhalten ist unbekannt.